# Steve Guttenberg
Steven Robert Guttenberg (Brooklyn, 24 agosto 1958) è un attore, regista e comico statunitense.

## Biografia
Di origini ebraiche, debutta a soli diciannove anni nel film The Chicken Chronicles (1977), imponendosi all'attenzione generale l'anno successivo con I ragazzi venuti dal Brasile. Nel 1984 interpreta il ruolo che lo ha reso più celebre, l'agente di polizia Carey Mahoney nel film Scuola di polizia, personaggio che interpreterà fino al film Scuola di polizia 4 - Cittadini in... guardia (1987).
Attore molto attivo negli anni ottanta, specialmente nelle commedie come Tre scapoli e un bebè (1987) e Tre scapoli e una bimba (1990), lavora anche in Cocoon - L'energia dell'universo (1985) e Cocoon - Il ritorno (1988). Nel 1987 partecipa al film La finestra della camera da letto (1987) e Matrimonio a 4 mani (1995).
Nel 1980 gira Can't Stop the Music insieme ai Village People, film ambientato nell'epoca della disco music. Nel 1986 interpreta il Dr. Newton Crosby, un esperto di robotica, nel film Corto circuito. Nel 1989 partecipa nel video Liberian Girl di Michael Jackson, insieme ad altre star. Nel 2002 debutta come regista in P.S. Your Cat Is Dead!, mentre nel 2006 prende parte ad alcuni episodi della serie televisiva Veronica Mars.

## Filmografia

### Attore

#### Cinema
- Rollercoaster - Il grande brivido (Rollercoaster), regia di James Goldstone (1977) - non accreditato
- The Chicken Chronicles, regia di Frank Simon (1977)
- I ragazzi venuti dal Brasile (The Boys from Brazil), regia di Franklin J. Schaffner (1978)
- L'ultimo gioco (Players), regia di Anthony Harvey (1979)
- Can't Stop the Music, regia di Nancy Walker (1980)
- A cena con gli amici (Diner), regia di Barry Levinson (1982)
- The Man Who Wasn't There, regia di Bruce Malmuth (1983)
- The Day After, regia di Nicholas Meyer (1983)
- Scuola di polizia (Police Academy), regia di Hugh Wilson (1984)
- Scuola di polizia 2 - Prima missione (Police Academy 2: Their First Assignment), regia di Jerry Paris (1985)
- Cocoon - L'energia dell'universo (Cocoon), regia di Ron Howard (1985)
- Facoltà di medicina (Bad Medicine), regia di Harvey Miller (1985)
- Scuola di polizia 3 - Tutto da rifare (Police Academy 3: Back in Training), regia di Jerry Paris (1986)
- Corto circuito (Short Circuit), regia di John Badham (1986)
- La finestra della camera da letto (The Bedroom Window), regia di Curtis Hanson (1987)
- Scuola di polizia 4 - Cittadini in... guardia (Police Academy 4: Citizens on Patrol), regia di Jim Drake (1987)
- Donne amazzoni sulla Luna (Amazon Women on the Moon), regia di Peter Horton (1987)
- Mi arrendo... e i soldi? (Surrender), regia di Jerry Belson (1987)
- Tre scapoli e un bebè (3 Men and a Baby), regia di Leonard Nimoy (1987)
- High Spirits - Fantasmi da legare (High Spirits), regia di Neil Jordan (1988)
- Cocoon - Il ritorno (Cocoon: The Return), regia di Daniel Petrie (1988)
- Non dirle chi sono (Don't Tell Her It's Me), regia di Malcolm Mowbray (1990)
- Tre scapoli e una bimba (3 Men and a Little Lady), regia di Emile Ardolino (1990)
- Una squadra di classe (The Big Green), regia di Holly Goldberg Sloan (1995)
- A casa per le vacanze (Home for the Holidays), regia di Jodie Foster (1995)
- Matrimonio a 4 mani (It Takes Two), regia di Andy Tennant (1995)
- Zeus e Roxanne - Amici per la pinna (Zeus and Roxanne), regia di George Miller (1997)
- Casper - Un fantasmagorico inizio (Casper: A Spirited Beginning), regia di Sean McNamara (1997)
- Airborne - Virus letale (Airborne), regia di Julian Grant (1998)
- Overdrive - Tre vite in gioco (Overdrive), regia di Lev L. Spiro (1998)
- Home Team, regia di Allan A. Goldstein (1999)
- P.S. Your Cat Is Dead!, regia di Steve Guttenberg (2002)
- The Stranger, regia di Brad Furman (2003) - corto
- Domino One, regia di Nick Louvel (2005)
- Mojave Phone Booth, regia di John Putch (2006)
- Jackson, regia di J.F. Lawton (2008)
- Pericolosamente bionda (Major Movie Star), regia di Steve Miner (2008)
- Amazing Racer - L’incredibile gara (Shannon's Rainbow), regia di Frank E. Johnson (2009)
- Fatal Rescue, regia di Stephen Manuel (2009)
- The Gold Retrievers, regia di James D.R. Hickox (2009)
- Help Me, Help You, regia di Ravi Godse (2009)
- Cornered!, regia di Daniel Maze (2009)
- Ay Lav Yu, regia di Sermiyan Midyat (2010)
- Duckwalls, regia di Robin Mountjoy (2010) - corto
- A Novel Romance, regia di Allie Dvorin (2011)
- At the Top of the Pyramid, regia di Lawrence Jordan (2011)
- Making Change, regia di Wesley Wittkamper (2012)
- Eldorado, regia di Richard Driscoll (2012)
- I Heart Shakey, regia di Kevin Cooper (2012)
- Quick to Duck, regia di Robin Mountjoy (2013)
- Trauma Center - Caccia al testimone (Trauma Center), regia di Matt Eskandari (2019)
- Rifkin's Festival, regia di Woody Allen (2020)

#### Televisione
- Something for Joey, regia di Lou Antonio - film TV (1977)
- In casa Lawrence (Family) - serie TV, 1 episodio (1979)
- Billy (Family) - serie TV, 7 episodi (1979)
- To Race the Wind, regia di Walter Grauman - film TV (1980)
- Magic Night, regia di Nancy Walker - film TV (1980)
- Miracle on Ice, regia di Steven Hilliard Stern - film TV (1981)
- No Soap, Radio - serie TV, 5 episodi (1982)
- The Day After - Il giorno dopo (The Day After), regia di Nicholas Meyer - film TV (1983)
- The Ferret, regia di Terry Marcel - film TV (1985)
- Tall Tales & Legends - serie TV, 1 episodio (1986)
- The Joan Rivers Show - serie TV, 1 episodio (1990)
- CBS Schoolbreak Special - serie TV, 1 episodio (1993)
- Fantasmi da prima pagina (Tower of Terror), regia di D.J. MacHale - film TV (1997)
- The Daily Show - serie TV, 1 episodio (1997)
- Babbo Natale cerca moglie (Single Santa Seeks Mrs. Claus), regia di Harvey Frost - film TV (2004)
- Rocket Power - serie TV, 1 episodio (2004)
- Poseidon - Il pericolo è già a bordo (The Poseidon Adventure), regia di John Putch - miniserie TV (2005)
- Mi presenti Babbo Natale? (Meet the Santas), regia di Harvey Frost - film TV (2005)
- Veronica Mars - serie TV, 8 episodi (2005-2006)
- Law & Order: Criminal Intent - serie TV, 1 episodio (2007)
- La vita secondo Jim (According to Jim) - serie TV, 1 episodio (2008)
- Party Down - serie TV, 1 episodio (2010)
- Sons of Liberty - Ribelli per la libertà (Sons of Liberty) – miniserie TV, 3 episodi (2015)
- Lavalantula, regia di Mike Mendez – film TV (2015)
- Sharknado 4 (Sharknado: The 4th Awakens) – film TV (2016)
- 2 Lava 2 Lantula! - film TV (2016)
- The Goldbergs - serie TV - 6x18, 6x22 (2019)
- High Potential - serie TV, episodio 1x09 (2024)

### Regista
- CBS Schoolbreak Special - serie TV, 1 episodio (1993)
- P.S. Your Cat Is Dead! (2002)

### Doppiatore
- Law & Order: Criminal Intent, regia di Bill L. Norton – videogioco (2005)
- Heidi 4 Paws, regia di Holly Goldberg Sloan – film TV (2009)

## Doppiatori italiani
Nelle versioni in italiano delle opere in cui ha recitato, Steve Guttenberg è stato doppiato da:
- Angelo Maggi in Facoltà di medicina, Donne amazzoni sulla Luna, Matrimonio a 4 mani, Zeus e Roxanne - Amici per la pinna, Casper - Un fantasmagorico inizio, Poseidon - Il pericolo è già a bordo
- Massimo Rinaldi in High Spirits - Fantasmi da legare, Cocoon - Il ritorno, Non dirle chi sono, Tre scapoli e una bimba, High Pontential
- Claudio Capone in Scuola di polizia, Scuola di polizia 2 - Prima missione, Scuola di polizia 3 - Tutto da rifare, Scuola di polizia 4 - Cittadini in... guardia
- Tonino Accolla in Cocoon - L'energia dell'universo, Tre scapoli e un bebè
- Marco Mete in Una squadra di classe, A casa per le vacanze
- Franco Mannella in Babbo Natale cerca moglie, Mi presenti Babbo Natale?
- Dario Oppido in Lavalantula, 2 Lava 2 Lantula!
- Marco Guadagno ne I ragazzi venuti dal Brasile
- Marco Ioannucci in A cena con gli amici
- Massimo Ghini in The Day After - Il giorno dopo
- Roberto Pedicini in Corto circuito
- Mario Cordova ne La finestra della camera da letto
- Sergio Di Giulio in Mi arrendo... e i soldi?
- Antonio Sanna in Overdrive - Tre vite in gioco
- Michele Di Mauro in Law & Order: Criminal Intent
- Saverio Indrio ne La vita secondo Jim
- Ambrogio Colombo in Veronica Mars
- Sergio Lucchetti in Pericolosamente bionda
- Alberto Caneva in Amazing Racer - L'incredibile gara
- Aldo Stella in Community
- Simone D'Andrea in Rifkin's Festival